# Plutači
Plutači (znanstveno ime Phellinus) so rod gliv iz družine usnjark (Hymenochaetaceae). Rodovno ime izhaja iz grške besede za pluto: fellos (φελλός).

## Značilnosti
Plutači rasejo na lesu in tvorijo trajne olesenele ali plutaste gobe. Mnoge vrste povzročajo belo gnilobo. Na hifah nimajo micelijskih zaponk.
Primerek vrste Phellinus ellipsoideus, najden na Kitajskem, nosi rekord največje gobe na svetu. Star je bil okoli 20 let in je tehtal med 400 in 500 kg.
Avstralski domorodci so uporabljali plutače v medicinske namene. Dim gorečih dob so vdihavali tisti z vnetim grlom. Ostružke rahlo zoglenelih plodov so pili z vodo za zdravljenje kašlja, vnetega grla, vročine in driske. Obstaja nekaj negotovosti glede tega, za katere vrste plutačev je šlo.

## Seznam plutačev Slovenije[5]
- smrekov plutač (Phellinus chrysoloma)
- Hartigov plutač (Phellinus hartigii)
- vrbov plutač (Phellinus igniarius)
- brezov plutač (Phellinus laevigatus)
- sadnodrevni plutač (Phellinus pomaceus)
- topolov plutač (Phellinus populicola)
- trepetlikov plutač (Phellinus tremulae)
- jelov plutač (Phellinus viticola)
- macesnov plutač (Phellinus vorax)